# Gopher
Gopher je menijski strežnik na internetu, ki indeksira dokumente in jih uporabniku na zahtevo dostavi preko ene izmed več vgrajenih metod, na primer FTP ali Telnet. Do strežnikov Gopher lahko dostopamo tudi preko svetovnega spleta in jih preiskujemo s posebnimi strežniki, imenovanimi Veronica.

## Začetki protokola Gopher
Protokol Gopher je bil razvit v začetku 1990 z namenom zagotoviti mehanizem za organiziranje dokumentov in enostaven dostop z različnih lokacij po vsem svetu. Razvili so ga na Univerzi v Minnesoti in je bil namenjen študentom in profesorjem na univerzi. Gopher je zasnovan na podlagi majhnega števila osnovnih načel, in uporablja zelo preprost mehanizem za prenos podatkov med odjemalcem in strežnikom. 
Vrednost sistema Gopher je pospešila razvoj obeh sistemov ki sta najbolj znana in sicer Veronica in Jughead, kar je omogočilo uporabnikom, iskanje po virih, shranjenih v globalni hierarhični strukturi datotek. 

## Shranjevanje podatkov na strežnikih Gopher
Informacije so shranjene v datotekah na strežnikih Gopher-ja. Organizirane so na hierarhični način. Tako kot datotečni sistem je sestavljen iz imenika na najvišji ravni, ki vsebuje datoteke in podimenike.